# Старий Кшеськ
Старий Кшеськ (пол. Stary Krzesk) — село в Польщі, у гміні Збучин Седлецького повіту Мазовецького воєводства.
Населення — 275 осіб (2011).
У 1975-1998 роках село належало до Седлецького воєводства.

## Демографія
Демографічна структура станом на 31 березня 2011 року:
|          | Загалом | Допрацездатний вік | Працездатний вік | Постпрацездатний вік |
| -------- | ------- | ------------------ | ---------------- | -------------------- |
| Чоловіки | 152     | 32                 | 107              | 13                   |
| Жінки    | 123     | 23                 | 73               | 27                   |
| Разом    | 275     | 55                 | 180              | 40                   |